# Галерија грбова Гренланда
Галерија грбова Гренланда обухвата актуелни Грб Гренланда, историјске грбове Гренланда, грбове општина Гренланда и грб главног града Гренланда.

## Актуелни Грб Гренланда
- Грб Гренланда

## Историјски  грбови  Гренланда
- Грб Гренланда (стара верзија)
- Грб Округа Гренланд у оквиру Краљевине Данске

## Грбови општина Гренланда
- Грб општине  Касуитсуп
- Грб општине Кеката
- Грб општине  Сермерсок
- Грб општине Кујалек

## Грб главног града Гренланда
- Грб главног града  Нука